# 千田憲三
千田 憲三（せんだ けんぞう、1890年1月7日 - 1964年1月12日）は、日本の実業家。名古屋鉄道社長と東海テレビ放送初代社長を務めた。

## 経歴・人物
1890年（明治23年）1月7日、愛知県丹羽郡高雄村（現：扶桑町高雄）の千田清根の二男として出生。1906年（明治39年）高雄小学校を卒業し、旧制香川県高松中学校（現・香川県立高松高等学校）を経て、1916年（大正5年）7月、早稲田大学高等部政経科を卒業した。卒業と同時に新愛知新聞社の記者生活を3年体験して、1919年（大正8年）5月、名古屋鉄道の前身である名古屋電気鉄道に入社した。のちに、社名が変更されて名岐鉄道となった。
昭和初期の愛知県下には、名岐鉄道と愛知電気鉄道の二大私鉄があり、名古屋市の南と北に延びるこの二社は、交通の利便・経済文化の面から合併すべきであるとの世論が高まった。この合併事業に尽力し成功させ、1935年（昭和10年）8月、現在の名古屋鉄道株式会社となった。
以来、40年余り取締役、常務、専務、副社長など名鉄の重要なポストを歴任し、1951年（昭和26年）にはかつて在職した新愛知の後身である中部日本新聞社傘下のプロ野球チーム・中日ドラゴンズが中日と名鉄の隔年運営により「名古屋ドラゴンズ」に改称されたことを受け、1シーズン限りながら球団オーナーを務める。1955年（昭和30年）1月に前社長神野金之助の後任として第7代名鉄社長に就任し、1961年（昭和36年）、土川元夫に代わるまで満6年間社長の職にあり、会長にも就任した。この間、名鉄ビルをはじめ東西交通上の要衝である岐阜、岡崎にターミナルビルを建設し、さらに新車の増強を行うなど、精力的に活躍した。また、名鉄沿線各地、特に三河湾一帯を始め、犬山方面の観光事業にも力を入れ、中京地区の開発を推進し、他方、住宅の開発等も着々と実行した。1956年（昭和31年）2月、欧米を視察し各地の交通状況並びに観光施設等を調査研究して、帰国後は単に鉄道部門のみならず、バス、道路、航空事業等の企画を進めた。また、会社の経営合理化、労使協調の面においても、業界の先進的な役割を果たして各方面から注目された。1958年から1963年までに東海テレビ放送社長をも務め、1963年から会長に就任した。日本経済団体連合会常任理事、名古屋商工会議所副会頭などを歴任した。1959年に藍綬褒章を受章した。
1964年1月12日肝臓がんのために死去。74歳没。

## 家族
- 父 - 清根（扶桑村長、丹羽郡会議員、扶桑村議会議員）